# Шайкевич Борис Олександрович
Борис Олександрович Шайкевич (29 вересня 1913 — 2 березня 2005) — філолог, літературознавець, театрознавець, мистецтвознавець, відомий спеціаліст із зарубіжної літератури.

## Біографія
Борис Олександрович Шайкевич народився 29 вересня 1913 року в м. Одеса.
В 1935 році закінчив літературній факультет Одеського педагогічного інституту.
Працював викладачем російської мови та літератури в Одеському медичному технікумі.  Читав лекції майбутнім бібліотекарям в Одеському педагогічному інституті.
З 1938 року працював  в Одеському педагогічному інституті та  Одеському державному університеті. В роки фашистської навали був в евакуації у Майкопі та з 1942 року — у Байрамалі, де продовжував педагогічну діяльність. У Майкопі захистив дисертацію «Карел Чапек — антифашист» і здобув науковий ступінь кандидата філологічних наук. Згодом було присвоєно вчене звання доцента.
По поверненні до Одеси очолював кафедру зарубіжної літератури Одеського державного університету (1945—1949 рр.), одночасно  до 1960 року працював в Одеському педагогічному інституті імені К. Д. Ушинського,  був завідувачем кафедри  (1947 - 1948 рр.).
В 1963—1973 роках завідував кафедрою зарубіжної літератури Одеського державного університету імені І. І. Мечникова. Деякий час обіймав посаду декана Факультету романо-германської філології. Протягом майже 10 років організовував для майбутніх мовознавців педагогічну практику в провідних російських музеях — Ермітажі та Російському музеї.
З 1983 року працював в Одеському інституті вдосконалення вчителів.
Помер Б. О. Шайкевич 3 березня 2005 року в м. Одеса.

## Наукова діяльність
Борис Шайкевич вивчав творчість Г. Ібсена, Ю. Фучіка, Ж. Амаду. Займався дослідженнями в галузі болгарської літератури та образотворчого митстецтва. Розробив та опублікував методичні рекомендації з викладання у школі творчості Ф. Шиллера, Т. Еліота, Ф. Кафки, О. Камю. Для вчителів випустив збірник робіт про Е. Хемінгуея, Е. М. Ремарка, У. Фолкнера, Д. Стейнбека, А. Сент-Екзюпері. Протягом тривалого часу виступав як театральний критик (написав понад 60 рецензій на постановки Одеських російського та українського театрів).

## Деякі праці
- Драматургия Ибсена в России (Ибсен и МХАТ)/ Б. А. Шайкевич. – К.: КГУ, 1968. – 177 с.
- Ибсен и русская литература /Б. А. Шайкевич. – К.: Вища школа, 1974. – 140 с.
- Типологические соответствия литературы и изобразительного искусства/ В. В. Данчев, Б. А. Шайкевич. – К.: Вища школа, 1975. – 170 с.
- Русский драматический театр имени А. В. Иванова: очерк /Б. Я. Барская, Б. А. Шайкевич. – К.: Мистецтво, 1987. – 101 с.
- Одеса – огнище на болгарската култура: Літературно-краєзнавчі нариси/ Б. О. Шайкевич. – Одеса: Маяк, 1995. – 96 с.

## Дружина
Барська Берта Яківна (1911—1994) — літературознавець, театрознавець. Закінчила історичний факультет Одеського державного університету. Кандидат філологічних наук (1946 р.), доцент. Викладала зарубіжну літературу в Одеському державному педагогічному інституті імені К. Д. Ушинського та Одеському державному університеті імені І. І. Мечникова. Була членом художніх рад Одеського театру музичної комедії та Одеського українського музично-драматичного театру.

## Нагороди
- Орден Кирила та Мефодія 2 ст.[ru] (Болгарія)